# Перегрин Протей
Перегрин Протей (др.-греч. Περεγρῖνος Πρωτεύς, ок. 95 года, Парий в Мисии — 165 год, Олимпия) — древнегреческий философ-киник, наиболее известный тем, что совершил самосожжение на Олимпийских играх 165 года после произнесения собственной надгробной речи. В его родном городе Парий в его честь была воздвигнута статуя, которой приписывались свойства оракула.
Был близким другом другого кинического философа — Феагена Патрского.

## Биография

### Лукиан «О кончине Перегрина»
Основным источником о жизни Перегрина Протея является памфлет Лукиана «О кончине Перегрина». Согласно сатирическому произведению Лукиана, Перегрин с юности отличался распутством. Совершив отцеубийство, он сбежал из родного города и скитался по разным местам. В Палестине Перегрин примкнул к одной из христианских общин и вскоре стал одним из её руководителей. Впоследствии он был схвачен римскими властями и посажен в тюрьму, что еще больше увеличило его авторитет в среде христиан. После освобождения из тюрьмы Перегрин продолжал скитаться по Римской империи, живя за счет христианских общин. Впоследствии, по неизвестной причине он был отлучён от христианской церкви — как пишет Лукиан, «кажется, он был замечен в еде чего-то у них запрещённого».
После этого Перегрин удалился в Египет и стал учеником киника Агафобула. «Там он стал заниматься удивительными упражнениями в добродетели: обрил половину головы, мазал лицо грязью, […] а также тростью сек задницу у других и свою подставлял для сечения; кроме того проделывал множество других, ещё более нелепых вещей».
Завершив обучение, Перегрин отправляется в Италию, где поносил всех, особенно императора (видимо, Антонина Пия), после чего был выслан из Рима. Перебравшись в Грецию, Перегрин призывает эллинов восстать против Рима, обличает прославленного софиста Герода Аттика и, наконец, объявляет, что сожжёт себя во время Олимпийских игр, чтобы научить людей презирать смерть. В последний день игр 165 года Перегрин велел близ Олимпии выкопать яму и наполнить ее хворостом:
«Перегрин же […] снял сумку и рубище, положил свою Гераклову палицу и остался в очень грязном белье. Затем он попросил ладану, чтобы бросить в огонь. Когда кто-то подал просимое, Протей бросил ладан в огонь и сказал, повернувшись на юг (обращение на юг также было частью его трагедий): „Духи матери и отца, примите меня милостиво“. С этими словами он прыгнул в огонь.»

### Авл Геллий
В «Аттических ночах» Авла Геллия образ Перегрина выглядит совсем иначе:
Когда мы были в Афинах, то видели философа Перегрина, впоследствии прозванного Протеем. Это был человек серьёзный и положительный, жил же он в некоей хижине за городом. А поскольку мы его часто посещали, то, клянусь Геркулесом, нередко слышали, как он говорил много полезного и достойного. Среди прочего было и следующее, что мы запомнили как особенно ценное.
Он говорил, что мудрый человек не станет совершать проступок, даже если боги и люди не будут знать о его прегрешении. Ибо, по его мнению, не следует совершать проступок не из страха наказания или бесчестия, но из стремления к соблюдению долга чести и справедливости. Он полагал также, что если кто-либо не одарён достаточным умом или образованием, чтобы самостоятельно своей силой или волей удерживаться от совершения дурных поступков, то такие люди более склонны к предосудительным действиям, поскольку они считают, что подобный проступок можно скрыть, и надеются, что он останется безнаказанным благодаря сокрытию [этого деяния].

Он сказал: «Если люди будут знать, что в мире невозможно ничего слишком долго скрывать, то совершать проступки будут сдержаннее и осмотрительнее»
Также в оглавлении «Аттических ночей» фигурирует глава «Каким образом и сколь сурово выбранил в нашем присутствии философ Перегрин римского юношу из всаднической семьи, небрежно стоящего перед ним и постоянно зевающего» (VIII, 3), но текст её до нашего времени не дошел.

### Прочие источники
Менандр Лаодикейский упоминает произведение киника Протея «Похвала Бедности».
Афинагор Афинский пишет, что статуя Перегрина, воздвигнутая в его родном городе Парии, издавала прорицания.
В другом произведении Лукиана, «Неучу, который покупал много книг», упоминается, что посох Протея после его смерти был продан за шесть тысяч драхм. В сочинении «Жизнеописание Демонакта» Лукиан пишет, что «Перегрин укорял Демонакта за то, что он много смеется и подшучивает над людьми, и сказал: «Демонакт, ты лайка, а не киник». — «Перегрин, — ответил философ, — ты разговариваешь, а не ведешь себя по-человечьи».
Христианский апологет Татиан упоминает Перегрина в своей «Речи против эллинов»:
… они <философы-киники> говорят, что ни в чем не нуждаются; но как Протей нуждаются в кожевнике для сумы, в портном для одежды, в дровосеке для палки, в богачах и поваре для своей прожорливости.Татиан Ассириец. Речь против Эллинов, 25

## В литературе
Немецкий писатель Кристоф Виланд в 1788-1789 опубликовал роман «Тайная история философа Перегрина Протея» (Geheime Geschichte des Philosophen Peregrinus Proteus, Vorabdruck: Weimar 1788/89).
В трактате немецкого философа Петера Слотердайка «Критика цинического разума» Перегрину и Лукиану посвящена одна из глав в разделе «Паноптикум циников».
Анри де Монтерлан в 1927 году написал эссе "Смерть Перегрина", в котором рассматривает отношения толпы и "сверхчеловека".
Симона де Бовуар в главе "Монтерлан, или хлеб отвращения" своей книги «Второй пол» пишет: "Может быть, Монтерлану следовало бы зажечь костер Перегрина — это был бы самый логичный выход из положения".
В романе Михаила Харитонова «Золотой ключ или Похождения Буратины» содержится ссылка на произведения Перегрина Протея «О существующем», «О несуществующем» и «О ином», изданные в 1991 году в издательстве «Правда» в переводе И. Нахова.